# Энгуре (река)
Э́нгуре (латыш. Engure) — река на севере Курземе в западной части Латвии, впадает в озеро Пузес. Течёт по территории Усмской, Угальской и Пузской волостей Вентспилсского края.
Длина реки составляет 19 км, площадь водосборного бассейна — 505 км², уклон — 0,42 м/км, годовой расход воды — 0,117 км³. Начинается на территории Усмской волости, вытекая из залива в западной части озера Усмас на высоте 20,7 м над уровнем моря. Впадает в озеро Пузес на высоте 12,3 м над уровнем моря с южной стороны, на территории Пузенской волости.
Крупнейший приток — Риекте (Риекта), впадает в Энгуре возле истока с левой стороны на высоте 20,6 м над уровнем моря.